# والتر مالندورف
والتر مالندورف (آلمانی: Walter Mahlendorf؛ زادهٔ ۴ ژانویهٔ ۱۹۳۵) دونده اهل آلمان است.
وی در مسابقات کشوری و بین‌المللی در مجموع برندهٔ ۲ مدال طلا شده‌است.